# Kisaku Yoshimura
Kisaku Yoshimura (jap. 吉村喜作 Yoshimura Kisaku; ur. w maju 1879 w prefekturze Yamaguchi, zm. w październiku 1945 w Hiroszimie) – japoński lekarz neurolog. 

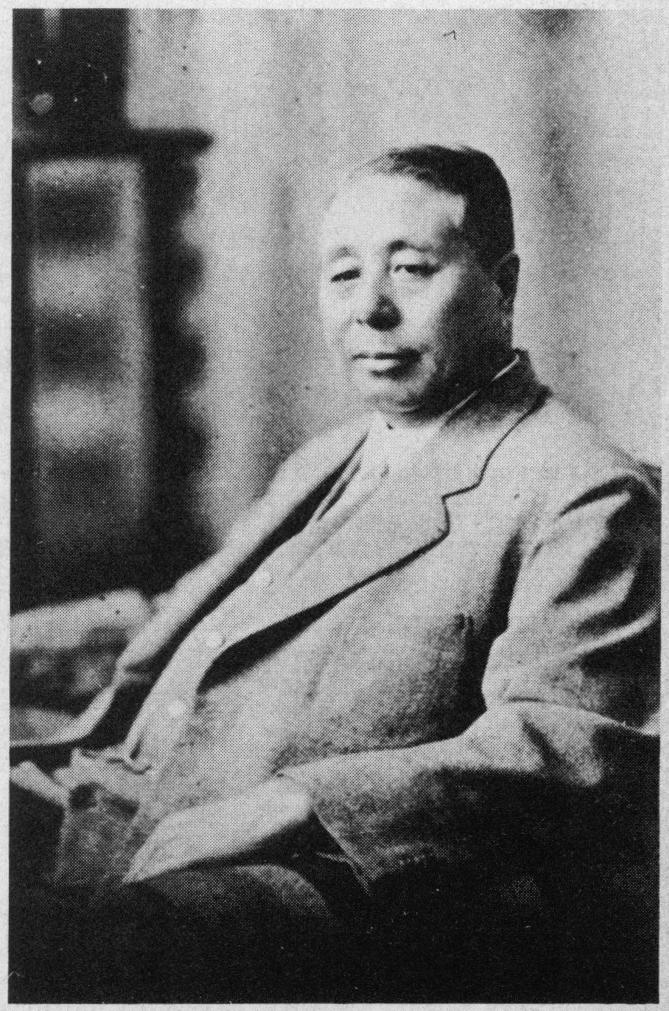
Kisaku Yoshimura

Studiował na Cesarskim Uniwersytecie Tokijskim, studia ukończył w 1903 roku. Od 1908 do 1910 roku studiował w Niemczech. W 1915 roku został dyrektorem Prefekturalnego Szpitala w Hiroszimie. Później poświęcił się praktyce prywatnej. Zmarł w październiku 1945 w Hiroszimie, dwa miesiące po zrzuceniu bomby atomowej na miasto, wskutek udaru mózgu. 
Yoshimura opisał objaw neurologiczny, zbliżony do objawu Chaddocka i będący jednym z objawów piramidowych. 

## Prace
- Die kühlende Wirkung der Lunge auf das Herz. Pflügers Archiv European Journal of Physiology (1909)
- [On Babinski's phenomenon]. Igaku Chuo Zasshi 4, ss. 533-549, 824-841, 939-955 (1906)